# Петер Рајци
Петер Рајци (мађ. Rajczi Péter; Ленђелтоти, 3. април 1981) је бивши мађарски фудбалер који је играо на позицији нападача. Био је најбољи стрелац мађарског фудбалског првенства у сезони  2005/06.

## Клупска каријера
Рајци је почео да игра фудбал у Капошвару, играјући за ФК Ракоци Капошвар. Играо је шест сезона са Ракоцијем, и постигао 55. голова и једном је у другој лиги стигао до титуле најбољег стрелца. Године 2003. потписао је за ФК Ујпешт, где је постао један од најцењенијих мађарских нападача. Рајци је са Ујпештом освојио два друга места у мађарском првенству.
Петер Рајци је постао најбољи стрелац мађарске лиге у сезони 2005/06. постигавши 23 гола у 24 утакмице.
Придружио се Барнслију као позајмљени играч дана 29. јануара 2007. године, за значајан износ кредита, и имао је могућност трајног потписивања на лето. Дебитовао је као замена у Барнслијевој утакмици са Кардиф Ситијем 2. фебруара 2007. године. Рајци је постигао свој једини гол против Хал Ситија 20. фебруара 2007.
На крају сезоне 2006/07 Рајци се вратио са позајмице у Мађарску и поново се придружио ФК Ујпешту. После сезоне проведене у Пизи Калчо у италијанској Серији Б, поново се вратио у Ујпешт. После је променио неколико мађарских прволигашких клубова и у својој 42. години још игра за аустријски нижеразредни Нојленгбах.

## Репрезентација
У периоду од 2004. па до 2007. године за репрезентацију Мађарске је одиграо 11. утакмица и постигао је три гола.

## Остварења

### Индивидуално
- Најбољи стрелац Мађарске лиге: (1): 2005/06. (23. гола)
- Мађарски фудбалер године: 2006.